# Alessio Comneno (protosebastos)
Alessio Comneno (in greco antico: Ἀλέξιος Κομνηνός?, Alexios Komnēnos; Costantinopoli, 1135/1142 – Costantinopoli, dopo il 1182) è stato un nobile bizantino.
Figlio di Andronico Comneno e nipote di Manuele I Comneno, Alessio divenne Prōtostratōr nel 1167 e, dopo la morte del fratello maggiore Giovanni nella battaglia di Miriocefalo (1176), fu nominato Protosebastos e protovestiario. Dopo la morte dello zio Manuele I, ottenne i favori della basilissa Maria d'Antiochia, di cui forse divenne amante. Grazie alla sua enorme influenza su Maria, reggente al posto del figlio Alessio fino al raggiungimento dei quindici anni, Alessio Comneno governò de facto l'Impero Bizantino per due anni. Sopravvissuto a un complotto ordito ai suoi danni dall'aristocrazia bizantina guidata dalla principessa Maria Comnena, il protosebasto Alessio fu esautorato e fatto accecare da Andronico Comneno nel 1182.

## Biografia

### Giovinezza
Secondo lo storico Konstantinos Varzos, Alessio Comneno nacque a Costantinopoli il giorno di Pasqua del 1135 (o, comunque, tra il 1134 e il 1136), secondogenito del sebastocratore Andronico Comneno e della moglie Irene. La sua nascita fu celebrata da un componimento di Teodoro Prodromo. Alcuni anni dopo Teodoro avrebbe scritto un altro poemetto per commemorare la morte di Andronico Comneno (avvenuta durante una campagna militare in Asia minore nel 1142) in cui Alessio viene descritto come l'unica consolazione della madre Irene: secondo il Prosopography of the Byzantine World questa sarebbe la prova che Alessio nacque appena prima o appena dopo la morte del padre e non sette anni prima come ipotizzato da Varzos.
Dopo la morte dell'Imperatore Giovanni II, nonno di Alessio, lo zio Manuele I salì al trono imperiale: i suoi rapporti con Irene furono tesi, ma mostrò comunque di favorire i due nipoti e, in particolare, Giovanni, il primogenito del fratello defunto. Nel 1149/1150 il giovane Alessio si unì allo zio imperatore in una campagna militare e tra il 1153 e il 1156 sposò Maria Doucaina, da cui ebbe almeno quattro figli: Andronico, Irene e un maschio e una femmina i cui nomi non sono noti. Nel 1157 e nel 1166 partecipò a un sinodo al Palazzo delle Blacherne insieme al fratello Giovanni e Alessio viene ricordato solo come parente dell'imperatore, senza titoli o onorificenze proprie. La situazione sarebbe cambiata l'anno successivo quando, nel maggio o giugno 1167, Alessio Axuch fu esiliato e Alessio Comneno prese il suo posto come prōtostratōr. Intorno al 1170 si ammalò gravemente, tanto che la moglie donò un velo riccamente decorato alla Chiesa del Salvatore alla Porta della Chalke, come offerta per la guarigione del marito.

### Ascesa al potere
Nel settembre 1176 prese parte alla disastrosa battaglia di Miriocefalo, in cui perse il fratello Giovanni. In quanto ultimo nipote superstite di Manuele, Alessio acquisì i titoli di protosebastos e protovestiario, raggiungendo così i vertici della corte bizantina. Poco dopo il poeta Gregorio Antioco scrisse versi per commemorare la morte improvvisa di sua moglie Irene e del primogenito Andronico, morto a causa di una caduta da cavallo. Nella primavera 1178 Alessio fu a capo di un'ambasceria in Francia per assicurare il matrimonio della cugina Eudocia con Raimondo Berengario III di Provenza; la missione fallì a causa dell'intervento di Federico Barbarossa. Di ritorno dal viaggio, Alessio scortò a Costantinopoli Agnese di Francia, promessa sposa del cugino Alessio, figlio di Manuele I ed erede al trono bizantino.
Il principe Alessio aveva solo undici anni quando il padre morì nel 1180, senza lasciare precise istruzioni sulla gestione del regno fino alla maggiore età del figlio. Il potere passò quindi automaticamente nelle mani della sua vedova, Maria di Antiochia, che si era fatta monaca con il nome di "Xene" immediatamente dopo la morte del marito. La sua posizione come reggente, tuttavia, la rese l'oggetto dell'interesse di un gran numero di pretendenti desiderosi di raggiungere il potere grazie al matrimonio con la basilissa vedova. Fu proprio Alessio Comneno ad emergere tra i pretendenti e, pur non sposando la basilissa, divenne a tutti gli effetti il co-reggente dell'impero; secondo Niceta Coniata i due divennero anche amanti, mentre per Teodoro Scutariota questa ipotesi è priva di fondamento. Niceta delinea un quadro particolarmente negativo della sua reggenza e dei livelli di potere che raggiunse rapidamente:
(Niceta Coniata, Narrazione Cronologica, IX, 2, a cura di Jan-Louis van Dieten e Anna Pontani)
L'enorme potere di Alessio e le sue possibili brame imperiali era fonte di preoccupazione per una fazione di aristocratici e, in particolare, per la principessa Maria Comnena, che era già in cattivi rapporti con la matrigna prima ancora della morte del padre Manuele:
concesso eguale potere e spiccavano per altissime dignità, da un
lato soffocavano dall'ira per quanto accadeva, dall'altro, vedendo
nascere una tirannide, guardavano con sospetto il protosebasto [...] perché temevano di venire essi stessi arrestati; per cui, in impaziente attesa del futuro, anteponevano la loro personale sicurezza a quella del vicino. Infatti, già strepitando la fama diceva esplicitamente che Alessio aveva una relazione con la madre dell'imperatore, al quale aveva in mente di togliere il potere, e su di esso meditava di montare, come anche sulla sua genitrice»
(Niceta Coniata, Narrazione Cronologica, IX, 1, a cura di Jan-Louis van Dieten e Anna Pontani)
Maria raccolse il supporto di potenti alleati quali l'eparca di Costantinopoli, il marito Ranieri del Monferrato, Manuele Comneno, Andronico Laparda e molti altri. Si ipotizza che questa fazione aristocratica fosse ostile ad Alessio e Maria anche per i loro favoritismi nei confronti dei mercanti occidentali e dei cattolici (latini) di Costantinopoli. Il complotto per assassinare Alessio Comneno fu scoperto e Maria e il marito si rifugiarono a Santa Sofia, forti del consenso popolare. Il tumulto, durato circa una settimana durante la quaresima del 1181 o del 1182, non riuscì comunque nell'intento di uccidere o esautorare Alessio, che manovrava sia la basilissa che il giovane imperatore Alessio II.

### Caduta
La tentata rivolta di Maria riuscì comunque a indebolire Alessio e a far accrescere le antipatie popolari: il protosebastos infatti si era dimostrato violento e sanguinario nel sopprimere i rivoltosi, violando anche luoghi sacri pur di catturarli. Inoltre, Alessio fece confinare il patriarca di Costantinopoli Teodosio I Borradiote nel monastero di Cristo Pantepoptes per essersi schierato con la principessa Maria, ma fu costretto a tornare sui suoi a passi a causa delle forti pressioni interne nella corte. 
Andronico Comneno intanto seguiva dal Ponto l'evolversi della vicenda, dato che due dei suoi figli avevano preso parte alla congiura, e la solidità di Costantinopoli era indebolita. Nell'autunno del 1181 Andronico mise in marcia il suo esercito vero la capitale e solo in pochi si opposero a lui. L'esercito imperiale inviato a contrastarlo, guidato da Andronico Ducas Angelo, fu sconfitto nei pressi di Nicomedia. Alessio allora decise di attaccare la flotta ribelle ma il generale Andronico Contostefano decise di passare, con tutte le sue navi, dalla parte di Andronico, che ora aveva davvero vinto e da Calcedonia si preparò la strada per Costantinopoli.
Nell'aprile 1182 un'insurrezione popolare liberò gli oppositori di Alessio delle prigioni, rinchiudendovi i suoi parenti e alleati. Lo stesso Alessio fu arrestato e portato nel palazzo patriarcale, dove fu sottoposto a privazione del sonno. Dopo alcuni giorni fu portato in processione per le vie della città in mezzo agli sberleffi popolari e fu poi condotto su una barca da pesca che salpò per Calcedonia. Qui fu accecato e, secondo Guglielmo di Tiro, castrato. Dopo questi eventi di lui si perdono le tracce.

## Ascendenza
|                     |   |                         | Genitori           |  |  | Nonni |  |  | Bisnonni          |  |  | Trisnonni        |  |
|                     |   |                         |                    |  |  |       |  |  | Alessio I Comneno |  |  | Giovanni Comneno |  |
|                     |   |                         |                    |  |  |       |  |  | Alessio I Comneno |  |  | Giovanni Comneno |  |
|                     |   | Anna Dalassena          |                    |  |  |       |  |  | Alessio I Comneno |  |  |                  |  |
| Giovanni II Comneno |   |                         |                    |  |  |       |  |  | Alessio I Comneno |  |  |                  |  |
|                     |   | Irene Ducaena           | Andronico Ducas    |  |  |       |  |  |                   |  |  |                  |  |
|                     |   | Irene Ducaena           | Andronico Ducas    |  |  |       |  |  |                   |  |  |                  |  |
|                     |   | Irene Ducaena           | Maria di Bulgaria  |  |  |       |  |  |                   |  |  |                  |  |
| Andronico Comneno   |   | Irene Ducaena           |                    |  |  |       |  |  |                   |  |  |                  |  |
|                     |   | Ladislao I d'Ungheria   | Béla I d'Ungheria  |  |  |       |  |  |                   |  |  |                  |  |
|                     |   | Ladislao I d'Ungheria   | Béla I d'Ungheria  |  |  |       |  |  |                   |  |  |                  |  |
|                     |   | Ladislao I d'Ungheria   | Richeza di Polonia |  |  |       |  |  |                   |  |  |                  |  |
| Piroska d'Ungheria  |   | Ladislao I d'Ungheria   |                    |  |  |       |  |  |                   |  |  |                  |  |
|                     |   | Adelaide di Rheinfelden | Rodolfo di Svevia  |  |  |       |  |  |                   |  |  |                  |  |
|                     |   | Adelaide di Rheinfelden | Rodolfo di Svevia  |  |  |       |  |  |                   |  |  |                  |  |
|                     |   | Adelaide di Rheinfelden | Adelaide di Savoia |  |  |       |  |  |                   |  |  |                  |  |
| Alessio Comneno     |   | Adelaide di Rheinfelden |                    |  |  |       |  |  |                   |  |  |                  |  |
|                     | … | …                       |                    |  |  |       |  |  |                   |  |  |                  |  |
|                     | … | …                       |                    |  |  |       |  |  |                   |  |  |                  |  |
|                     | … | …                       |                    |  |  |       |  |  |                   |  |  |                  |  |
| …                   | … |                         |                    |  |  |       |  |  |                   |  |  |                  |  |
|                     |   | …                       | …                  |  |  |       |  |  |                   |  |  |                  |  |
|                     |   | …                       | …                  |  |  |       |  |  |                   |  |  |                  |  |
|                     |   | …                       | …                  |  |  |       |  |  |                   |  |  |                  |  |
| Irene               |   | …                       |                    |  |  |       |  |  |                   |  |  |                  |  |
|                     |   | …                       | …                  |  |  |       |  |  |                   |  |  |                  |  |
|                     |   | …                       | …                  |  |  |       |  |  |                   |  |  |                  |  |
|                     |   | …                       | …                  |  |  |       |  |  |                   |  |  |                  |  |
| …                   |   | …                       |                    |  |  |       |  |  |                   |  |  |                  |  |
|                     |   | …                       | …                  |  |  |       |  |  |                   |  |  |                  |  |
|                     |   | …                       | …                  |  |  |       |  |  |                   |  |  |                  |  |
|                     |   | …                       | …                  |  |  |       |  |  |                   |  |  |                  |  |
|                     |   | …                       |                    |  |  |       |  |  |                   |  |  |                  |  |